# 5394 Jurgens
Az 5394 Jurgens (ideiglenes jelöléssel 1986 EZ1) a Naprendszer kisbolygóövében található aszteroida. Edward L. G. Bowell fedezte fel 1986. március 6-án.